# Beaulieu-sur-Oudon
Beaulieu-sur-Oudon è un comune francese di 535 abitanti situato nel dipartimento della Mayenne nella regione dei Paesi della Loira.

## Società

### Evoluzione demografica
Abitanti censiti